# NHK駄知テレビ中継局
NHK駄知テレビ中継局（エヌエイチケイだちテレビちゅうけいきょく）は、岐阜県土岐市に置かれている地上デジタルテレビの中継局。

## 中継局概要
| リモコン キーID | 放送局名       | 物理 チャンネル | 空中線電力 | ERP   | 放送対象 地域 | 放送区域 内世帯数 | 偏波面   |
| --------------- | -------------- | --------------- | ---------- | ----- | ------------- | ----------------- | -------- |
| 2               | NHK 名古屋教育 | 33ch            | 50mW       | 420mW | 全国          | 約2,000世帯       | 垂直偏波 |
| 3               | NHK 岐阜総合   | 24ch            | 50mW       | 420mW | 岐阜県        | 約2,000世帯       | 垂直偏波 |

## 所在地
- 土岐市駄知町字神明平1257番6号 「土岐市立駄知中学校」西方台地。

## 放送エリア
- 土岐市の一部（駄知地区、岐阜県道66号多治見恵那線沿線）[1]。

## 歴史
- 2010年11月18日 予備免許交付
- 2010年11月22日 試験放送開始
- 2010年12月16日 免許交付[2]
- 2010年12月20日 本放送開始

## その他
- NHK（岐阜総合・名古屋教育）のみ置局され、民放局（CBCテレビ・東海テレビ・メ～テレ・中京テレビ・ぎふチャン）は置局されていない[3]。これらの各局については土岐南中継局などの近隣の中継所を利用する。
- 地上アナログテレビについては、駄知テレビ中継局を参照。